# Enchenopa bifusifera
Enchenopa bifusifera är en insektsart som beskrevs av Walker. Enchenopa bifusifera ingår i släktet Enchenopa och familjen hornstritar. Inga underarter finns listade i Catalogue of Life.